# Estação Insurgentes Sur
A Estação Insurgentes Sur é uma das estações do Metrô da Cidade do México, situada na Cidade do México, entre a Estação Hospital 20 de Noviembre e a Estação Mixcoac. Administrada pelo Sistema de Transporte Colectivo, faz parte da Linha 12.
Foi inaugurada em 30 de outubro de 2012. Localiza-se no cruzamento do Eixo 7 Sur com a Avenida Insurgentes Sur. Atende o bairro Extremadura Insurgentes, situado na demarcação territorial de Benito Juárez. A estação registrou um movimento de 10.534.634 passageiros em 2016.